# E573号線
E573号線 (E573ごうせん、英: European route E573) はハンガリーのPüspökladányとウクライナのウージュホロドを結ぶ、欧州自動車道路のBクラス幹線道路。

## 経路
- ハンガリー
  - E60 - Püspökladány
  - E79 - ニーレジハーザ
- ウクライナ
  - Chop
  - E50 - ウージュホロド